# Кеэму, Агу
А́гу Ке́эму (эст. Agu Keemu; 9 июня 1953, Отепя, Эстонская ССР — 18 октября 2014) — советский биатлонист, призёр чемпионатов СССР. Мастер спорта СССР (1975).

## Биография
Окончил школу № 44 г. Таллина. В юношеском возрасте занимался горнолыжным спортом, позднее перешёл в гладкие лыжи, а затем — в биатлон. Первый тренер — Олег Тынсуаад. Представлял спортивное общество «Динамо» и город Таллин, на республиканских соревнованиях также в разные годы представлял города Отепя и Валга.
С 1972 года принимал участие во взрослых чемпионатах Эстонской ССР в лыжах и биатлоне. Чемпион Эстонии по биатлону в эстафете (1973), спринте (1975, 1976), индивидуальной гонке (1977), неоднократный призёр чемпионатов республики.
В 1974 году стал победителем первенства СССР среди юниоров в спринте.
На чемпионатах СССР дважды завоёвывал медали в гонке патрулей в составе сборной общества «Динамо» — в 1975 году стал серебряным призёром, а в 1976 году — бронзовым. Также в составе динамовцев занял третье место в гонке патрулей на всесоюзных соревнованиях в 1974 году[уточнить]
В 1982 году завершил спортивную карьеру. Работал в пожарной службе региона Тартумаа.